# Abstinence
L'abstinence est un renoncement volontaire et durable à la satisfaction d'un appétit ou d'une envie.
Dans la plupart des cas, le terme désigne l'abstention de rapports sexuels, d'alcool, de tabac voire d'un type de nourriture ou d'une pratique addictive.
Cette pratique peut résulter d'interdits religieux (vœu de chasteté chez certains religieux), de considérations pratiques, philosophiques voire politiques.

## Abstinence aux toxiques

### Alcool
Concernant les problèmes d'alcoolisme, l'abstinence est la cessation de toute consommation d'alcool. Cette abstinence doit être totale et définitive pour éviter les reconsommations et pour diminuer le risque de séquelles sur la santé, en particulier en termes de risque de cancer. Un suivi longitudinal d’une population d’alcooliques a montré que le risque de survenue d’un cancer des VADS (voies aérodigestives supérieures) est 3 à 6 fois plus élevé chez eux que pour la population générale,...
L'abstinence semble être la seule méthode efficace pour faire cesser ou pour diminuer les atteintes psychologiques de l'alcoolisme.

Elle est également le seul moyen de diminuer ses impacts sur la santé physique : Wynder a dans les années 1950 étudié les taux de cancer aux États-Unis d'une population d'Adventistes (traditionnellement abstinente). Il a montré que ces adventistes présentaient les taux de cancer de la cavité buccale, du larynx ou du cancer de l'œsophage beaucoup plus bas que ceux de la population non-adventiste. De même, Lyon, en 1980 a-t-il conclu d'une étude similaire chez les Mormons de l'Utah que le taux de ces mêmes cancers était beaucoup plus faibles chez eux par rapport aux non-Mormons dans l’Utah.
Cette abstinence peut être obtenue et réussie à la suite d'une cure de désintoxication en milieu hospitalier, et éventuellement d'une post-cure en établissement spécialisé en alcoologie. L'assistance régulière à des réunions de groupes de soutien et d'échange peut aussi être efficace.

### Drogues
Concernant les problèmes de drogue, l'abstinence est la cessation de toute consommation afin d'éliminer les problèmes liés à la dépendance. Cette abstinence doit être totale et définitive pour éviter les rechutes.
Cette abstinence peut être obtenue et réussie à la suite d'une cure de désintoxication en milieu hospitalier, et éventuellement d'une post-cure en établissement spécialisé.
Concernant l'héroïne, elle est le but des différents traitements de substitution pratiqués avec la méthadone ou la buprénorphine.
L'assistance régulière à des réunions de groupes de soutien et d'échange tel que Narcotiques anonymes ou Cocaïnomanes anonymes peut aussi être efficace.

## Abstinence liée à la religion ou la philosophie
Elle peut résulter d'un élément ascétique présent dans la plupart des religions ou d'un besoin subjectif de discipline spirituelle.
Dans ce cas, l'abstinence doit aider à élever le croyant au-delà de la vie normale, des désirs matériels vers un idéal choisi.
L'abstinence est un acte conscient, librement consenti afin de s'élever spirituellement.
Elle se rapporte souvent à une abstinence provisoire ou partielle de nourriture, comme c'est le cas pour le jeûne pour les chrétiens ; pour les juifs, il s'agit du Yom Kippour. Pour les musulmans, la période de jeûne dure de l'aube au crépuscule pendant tout le mois du Ramadan  ; pour les catholiques, il y a abstinence de boisson et de nourriture avant la célébration de l'eucharistie, le vendredi et le carême qui sont des périodes dites maigres, à savoir sans viande.
Certains courants protestants s'abstiennent d'alcool et de tabac. Les mormons s'abstiennent d'alcool, de tabac, de café et de thé en combinant la discipline spirituelle avec des considérations de santé.
En Inde, les Bouddhistes et un certain nombre d'hindous s'abstiennent de manger de la viande pour des raisons de santé et par vénération de toutes les formes sensibles de la vie. Les Cinq Préceptes bouddhistes étant les préceptes de base que les bouddhistes laïcs observent recommandent l'abstinence de substances altérant l'esprit (alcool et drogues). L'abstinence totale de l'alimentation de la viande de bœuf vient de l'hindouisme.

### Dans le catholicisme
Dans le catholicisme, le vendredi est le jour de la mort de Jésus sur la Croix. C'est donc un jour de pénitence et de mortification : il est inconvenant de manger de la viande animale abattue, le jour où Jésus-Christ lui-même fut exécuté. À une époque où la viande était considérée comme un mets délicat et consommée lors des fêtes ou des célébrations, l'Église catholique demande de ne pas consommer de viande, en général au profit du poisson, les vendredis. À la suite de la constitution apostolique Paenitemini, l'esprit de cette abstinence doit remplacer le formalisme, et d'autres formes de pénitence ou des actes de charité sont possibles.
Pour le christianisme oriental, l'abstinence concerne le mercredi et le vendredi. En plus de la viande, il est demandé de s'abstenir des produits laitiers, de poisson et d'autres produits d'animaux.

## Abstinence sexuelle
Il s'agit de son sens le plus ancien. Elle est à rapprocher (sans la confondre) avec des pratiques comme la chasteté ou le célibat.
Au cours du haut Moyen Âge, toute une série d’interdictions sont formulées par l’Église catholique, à l’égard des laïcs : les rapports sexuels sont interdits le jour, mais aussi de très nombreuses nuits, par pénitence ou afin de se maintenir pur : la nuit qui précède les dimanches et jours de fêtes, celle qui précède les mercredis et vendredis, pendant les trois Carêmes (quarante jours avant Pâques, Noël et la Sainte Croix de septembre), ni pendant les menstruations, ni pendant les trois derniers mois de grossesse, ni quarante jours après l’accouchement. Il est également conseillé aux jeunes époux de ne pas avoir de rapports les trois premières nuits du mariage ; l’idéal étant l’abstinence totale, même entre époux.

### Articles liés
- Végétarisme
- Véganisme
- Jeûne
- Addiction
- Alcooliques anonymes
- Abstinence sexuelle
- Straight edge